# Xiloglucano

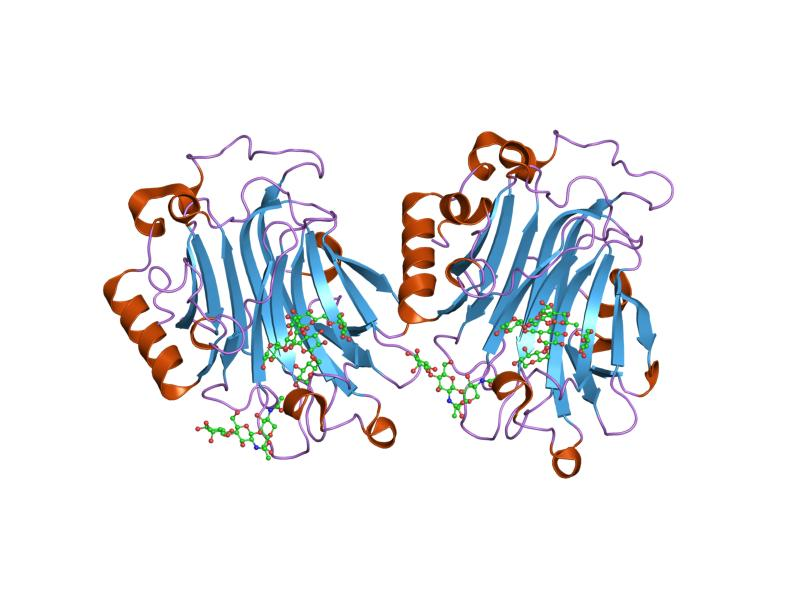
Xiloglucano endotransglucosilasa actuando sobre un polímero de xiloglucano.

Xiloglucano es el nombre que recibe uno de los compuestos de la hemicelulosa la cual es la más abundante de la pared vegetal de muchas dicotiledóneas, si bien está presente en la pared primaria de todas los cormófitos. Como molécula, cada xiloglucano puede adherirse a la superficie de las microfibrillas de celulosa actuando de esta forma como elementos de enlace. Los xiloglucanos son sustrato de la xiloglucano endotransglucosilasa, una enzima que los corta y los liga, incluyéndolos en la pared celular. Además, se cree que la alfa-expansina, una proteína implicada en la expansión celular, también interactúa con estas moléculas. 
Bioquímicamente se trata de un polímero de glucosa unida mediante enlaces beta glicosídicos 1-4 y que, además, presenta cadenas laterales ramificadas por inserción de una xilosa mediante un enlace 1-6. Estas xilosas pueden estar enlazadas con una galactosa y, después, una fucosa. Las propiedades bioquímicas del polímero dependen de la situación taxonómica del vegetal.
La biosíntesis de los xiloglucanos se da en las cisternas del trans Golgi; después, existe un tráfico de vesículas cargadas del compuesto que acaban en la ruta del transporte de membrana, siendo expelidas y adsorbidas a las microfibrillas nacientes de celulosa.